# Eustace fitz John
Eustace fitz John (... – Flintshire, 1157) Eustace fu un potente Magnate dell'Inghilterra del nord durante i regni di Enrico I d'Inghilterra, Stefano d'Inghilterra ed Enrico II d'Inghilterra.
Proveniente da una famiglia relativamente di basso lignaggio riuscì a fare una buona carriera iniziando a servire Enrico I e da lì elevandosi attraverso matrimoni ed incarichi fino a diventare una delle figure più rilevanti del Nord.
In quella regione aveva il controllo del Castello di Bamburgh e lavorò al fianco di Walter Espec Gran giustiziere del Nord.
Dopo la morte di Enrico nel 1135 egli si trovò coinvolto nella guerra fra Stefano d'Inghilterra, nipote del re che s'era preso il trono e Matilde d'Inghilterra unica figlia legittima di Enrico e suo successore che era supportata dallo zio Davide I di Scozia. Egli dovette cedere, temporaneamente, a Davide l'Alnwick Castle ed il castello di Malton, mentre il suo castello di Bamburgh fu preso da Stefano. A questo punto Eustace decide di sottomettersi a Davide e combatté al suo fianco nella Battaglia dello Stendardo subendo con lui una pesante sconfitta. In ogni caso egli riuscì a conservare gran parte delle sue proprietà e dal 1144 divenne un grande seguace di Ranulph de Gernon, alleanza che gli procurò altre terre. Eustace fondò tre diversi conventi e morì nel 1157 mentre combatteva per Enrico II.

## La sfolgorante carriera
La famiglia di Eustace veniva dal sud-est dell'Inghilterra, suo padre, John FitzRichard era un luogotenente che viene citato nel Domesday Book per le proprietà che aveva nel Norfolk e nell'Essex. La sua famiglia non veniva dagli strati più alti della società e tendeva a collocarsi piuttosto intorno ad un livello intermedio. Eustace aveva due sorelle, Agnes ed Alice e altri due fratelli William e Pain che era probabilmente il maggiore, per questo Eustace non ereditò molto dal padre e per il proprio benessere dovette sempre dipendere dalle proprie capacità quale servo del re.
Eustace compare come testimoni alla stesura dei documenti reali già dal 1119, ma poteva essere a corte già dal 1114 e fu attraverso i buoni uffici di Enrico I d'Inghilterra che egli si sposò due volte con due ereditiere che gli portarono in dote delle terre. La prima fu Beatrix de Vesci, figlia di Ivo de Vesci, che gli portò l'Alnwick Castle e la baronia di Alnwick nel Northumberland e probabilmente in aggiunta ebbe anche delle terre nel Lincolnshire e 5 knigh fees nello Yorkshire che erano appartenuti a Ranulph de Mortimer. Talvolta si è pensato che Beatrix gli abbia anche portato in dote la Signoria di Malton, ma questo fu probabilmente un regalo del re. Eustace e Beatrix si sposarono prima del 1130.
L'altro matrimonio, che avvenne sempre prima del 1130 fu con Agnes figlia del Connestabile di Chester William fitz Nigel (morto nel 1134), matrimonio questo che gli portò in dote delle terre presso Bridlington nello Yorkshire e delle altre vicino a Loddington nel Northamptonshire, tutte terre che erano sotto il controllo del Conte di Chester e nel corso degli anni Enrico gli donò proprietà su proprietà sparse per tutto il nord.
L'interesse del re non era puramente filantropico, Eustace era divenuto un elemento chiave della ristrutturazione del nord che era stata necessaria a seguito della distruzione del Contado di Northumbria avvenuta nell'XI secolo, e non era il solo, gli altri uomini implicati erano Walter Espec e Davide I di Scozia. Per altro la baronia di Alniwick si collocava accanto a uno dei punti caldi per le invasioni scozzesi essendo vicina al fiume Tweed ed era per altro una delle più estese baronie del paese.
L'unico Pipe Rolls di Enrico ad essere sopravvissuto è quello del 1129-1130 e mostra che Eustace servì come Gran Giustiziere in coppia con Walter Espec e aveva la custodia della capitale del perduto contado di Northumbria, il castello di Bamburgh. Il re gli permise anche di ristrutturare e fortificare il castello di Bamburgh e diverse proprietà dello Yorkshire.

## Fra Inghilterra e Scozia
La morte di Enrico I avvenuta il 1º dicembre 1135 portò il regno sull'orlo del caos. Il suo unico erede maschio, legittimo, Guglielmo Adelin era morto nel 1120 nel naufragio della Nave Bianca così Enrico aveva nominato come successore la figlia Matilde che aveva sposato, prima, Enrico V di Franconia e poi Goffredo V d'Angiò. In tutto questo si inserì Stefano di Blois, nipote di Enrico, che approfittando dell'assenza della cugina si precipitò in Inghilterra e prese il trono. Molti nobili gli si sottomisero ed Eustace fu tra questi. All'inizio pare che Eustace avesse seguito le orme del fratello Pain osteggiando Stefano, anche se entrambi presto capitolarono e gli giurarono fedeltà. Questo comportò ai due degli innegabili vantaggi, continuarono a detenere gli uffici e gli onori che ricoprivano sotto il regno di Enrico e fra il 1136 e il 1138 furono confermate alla loro famiglia le stesse proprietà che avevano prima.
Dal canto suo Matilde con l'appoggio dello zio Davide I di Scozia cercava di strappare la corona al cugino. In questo modo Eustace finì dritto in prima linea e quando Davide invase l'Inghilterra il suo castello di Alnwick fu catturato dagli scozzesi, quando poi Eustace tornò dalla propria spedizione punitiva nel Lothian si vide spogliato del castello di Bamburgh per volere di Stefano in persona nei primi mesi del 1138. Alcuni storici sostengono che a quel punto Eustace avrebbe già cambiato bandiera e si fosse schierato al fianco di Davide a partire dalla fine del 1138, al momento della sua invasione nel nord del paese, tuttavia non vi sono prove consistenti in tal senso. Fu dopo che Davide invase il Northumberland nell'aprile 1138 che Eustace divenne un attivo sostenitore del re scozzese, che per altro gli aveva appena ridato Alnwick e mentre Davide assediava il castello di Wark on Tweed nel mese di maggio Eustace provò a convincerlo a cingere d'assedio quello di Bamburgh. Eustace aveva già avuto in passato dei rapporti con il re scozzese e anche con i suoi alleati normanni nella persona di Robert de Brus, I signore di Annandale (1078 circa-1141 o 1142) e il suo nome compare come testimone nel documento che Davide redasse per donare Annandale a Brus che era stato redatto a Scone nel 1124.
Nella Battaglia dello Stendardo Eustace combatté al fianco di Davide insieme agli uomini della Cumbria, gli scozzesi persero, lui fu ferito e dovette riparare ad Alnwick lasciando che l'altro suo castello di Malton venisse catturato poco dopo. A dispetto della sconfitta subita Davide portò comunque a casa qualcosa, l'anno seguente suo figlio Enrico di Scozia divenne conte di Northumberland ed Huntingdon e sotto il comando di Enrico Eustace finì per riottenere gran parte delle terre che aveva perduteref.
Quando nel 1141 sorse una controversia circa la successione per il Vescovado di Durham Eustace appoggiò il candidato di Davide William Cumin (morto circa 1159) contro l'avversario William di Santa Barbara (morto 1152) e due anni dopo riuscì a negoziare una tregua fra i due contendenti.
Sembra che dopo il 1144 i contatti fra Eustace e Davide si siano diradati, il suo nome compare solo una volta in un documento redatto fra il 1150 ed il 1152 da Enrico di Scozia presso Corbridge. Dal 1144 in poi Eustace entrò in buoni rapporti con Ranulph de Gernon con cui era entrato in contatto tramite il cognato William fitzWilliam che di Ranulph era il conestabile. Quando questi morì, più o meno in quel periodo, Agnes, moglie di Eustace, e sua sorella Matilde divennero le eredi delle terre e delle cariche del fratello che era morto senza figli.
A quel punto Eustace ricevette in dono da Ranulph un certo numero di terre nello Yorkshire, Lancashire e Cheshire ed ottenne l'incarico di Conestabile di Chester accanto a quello di consigliere capo per i domini di Ranulph.
Riguardo ai suoi rapporti con Stefano, al pari di molti altri nobili, alla fine giunse ad un accordo pacifico e vi si sottomise tanto più che nel 1153 lui e Matilde si accordarono per la successione, Stefano avrebbe regnato sino alla morte e gli sarebbe succeduto il giovane Enrico figlio di Matilde e Goffredo. L'anno seguente Eustace è segnato come testimone di un documento che Stefano redasse a York a favore del Priorato di Pontefract, nello stesso anno Stefano morì.

## L'impegno religioso, la morte e la discendenza
Con Enrico II d'Inghilterra Eustace ebbe buoni rapporti e lo supportò sin dall'inizio, purtroppo egli morì poco dopo in un'imboscata tesagli dai gallesi, com'era già successo a suo fratello Pain, nel luglio 1157 nel Flintshire mentre stava conducendo una campagna per il re.
Durante la sua vita Eustace aveva finanziato diversi monasteri e conventi, come la benedettina Abbazia di Gloucester o l'Agostiniano Priorato di Bridlington. Nel 1147 aveva fondato l'abbazia di Alnwick il primo monastero inglese dei Canonici Regolari Premostratensi e l'Abbazia di Newhouse. Nel 1150 concesse in dono a Gilberto di Sempringham i finanziamenti necessari a costruire un priorato di Gilbertini a Malton ed un altro a Watton. Leggende tardive vogliono che tutti questi impegni in ambito religioso fossero volti a espiare l'aver combattuto al fianco degli scozzesi, ma non vi sono riscontri in tal senso.
Dalle proprie moglie Eustace ebbe due figli
- William de Vesci (nato William fitzEustace) (1125circa-1184) che divenne sceriffo del Northumberland
- Richard fitz Eustace (morto circa 1163)

Diverse fonti riportano che Eustace aveva un solo occhio.